# 小新街駅
小新街駅（しょうしんがいえき/簡体字: 小新街站）は中華人民共和国雲南省嵩明県小新街鎮にある、貴昆線（滬昆線）と東川線を接続する駅である。
東川線は従来、貴昆線からは塘子駅より分岐していたが、2007年の貴昆線の複線電化工事の際に短絡線を新たに整備したため、分岐駅は小新街駅に変更された。